# Film Festival Cologne

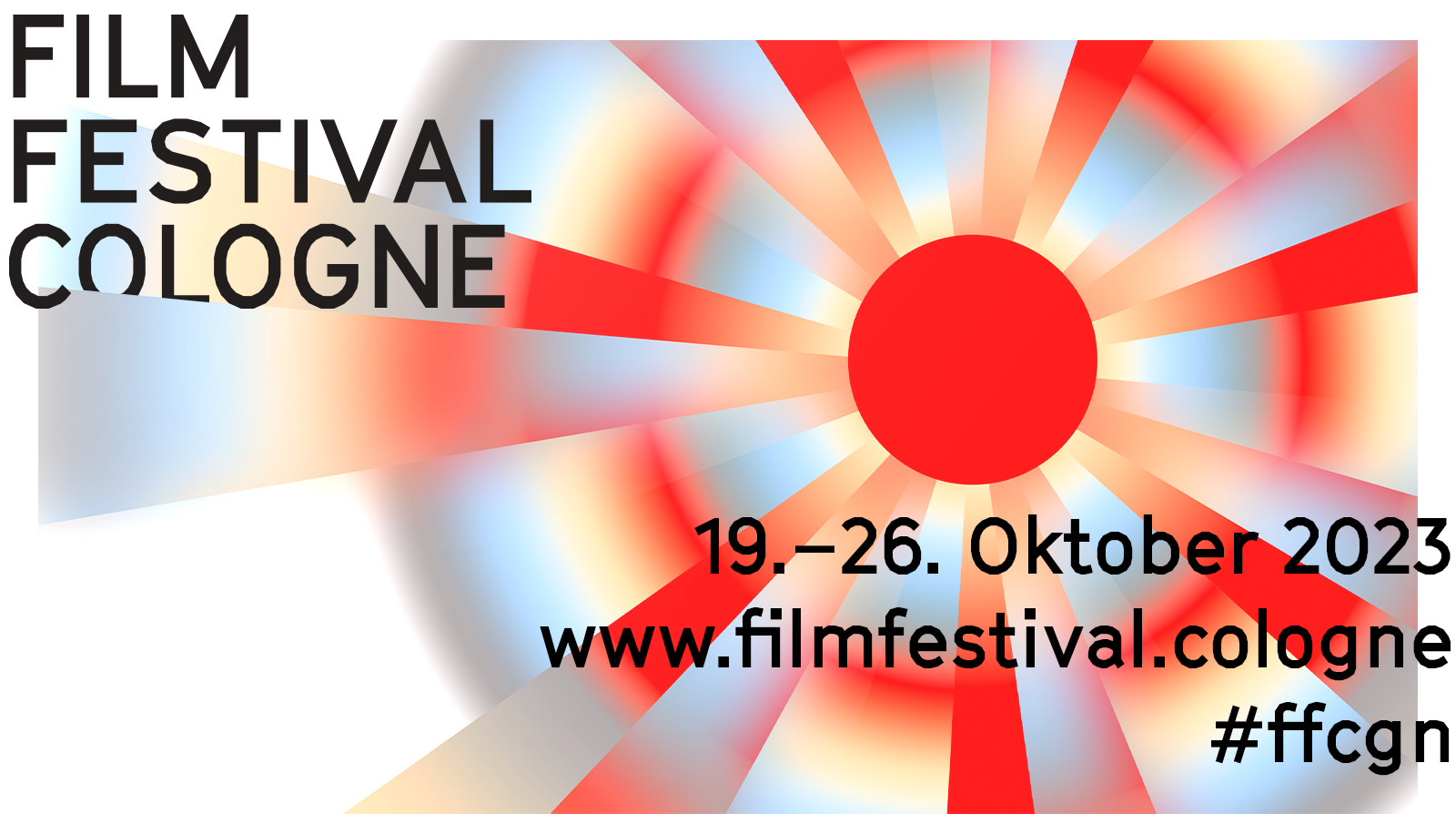

Das Film Festival Cologne (vormals: Cologne Conference) ist ein internationales Filmfestival in Köln. Mit jährlich rund 30.000 Besuchern ist es eines der größten Filmfestivals Deutschlands. Die Präsentation unabhängiger Kino- und TV-Filme und Serien wird ergänzt durch medienpolitische und -ästhetische Debatten. Die 35. Ausgabe des Festivals wird 2025 vom 9. bis 16. Oktober stattfinden.

## Geschichte
Das Film Festival Cologne (damals noch Cologne Conference, kurz CoCo) wurde 1991 von dem Publizisten und Medienforscher Lutz Hachmeister gegründet, als dieser Leiter des Adolf-Grimme-Instituts in Marl war. Zusätzlich zum national ausgerichteten Grimme-Preis, so das Konzept, sollte ein internationales Fernsehfestival organisiert werden. Hachmeister formulierte, die CoCo begreife sich als „Fest für neue Film- und Fernsehsprache, als Bauhaus für den Zusammenhang der Medien, ohne den Eigenwert der jeweiligen Medien und Ereignis-Orte zu leugnen“.
Das TV-Fest wurde in das Medienforum.nrw integriert und von der NRW-Landesregierung sowie der Landesanstalt für Rundfunk (heute: Landesanstalt für Medien Nordrhein-Westfalen) finanziert, entwickelte aber schnell eine Eigendynamik und internationale Reputation. 1993 wurde die Wettbewerbsreihe „Top Ten des Internationalen Fernsehens“ etabliert, die ab 2001 auf zwei Reihen, jeweils eine für fiktionales und eine für dokumentarisches Fernsehen, erweitert wurde. Die beiden Kategorien wurden im Jahr 2007 wieder zu einer gemeinsamen „Top Ten“ zusammengefasst. Als zweites Wettbewerbssegment gibt es seither die „Look“-Reihe, bei der speziell Produktionen im Fokus stehen, die durch eine ungewöhnliche audiovisuelle Ästhetik auffallen. Seit 2009 gehört auch die Wettbewerbsreihe „Kino“ zu dem Film- und Fernsehfestival, die das Interessanteste aus der unabhängigen Kinolandschaft zeigt. Bis 2006 lief zudem die Festivalreihe „Spektrum Junger Film“ für Nachwuchsarbeiten, organisiert in Zusammenarbeit mit der Filmstiftung Nordrhein-Westfalen und der ZDF-Redaktion Das kleine Fernsehspiel. Die Veranstaltungsreihe „Lectures“ widmet sich in Vorträgen und Diskussionen aktuellen Entwicklungen in der Medienbranche. Fester Bestandteil ist seit 2007 darüber hinaus ein Werkstattgespräch mit dem Gewinner des „Filmpreises Köln“ im Rahmen der „Lectures“. Seit 2011 stehen auch alle anderen Preisträger persönlich bei den Werkstattgesprächen Rede und Antwort. Daneben gibt es Retrospektiven und Wiederaufführungen von „Kultprogrammen“ wie The Monkees, Nummer 6, Das Millionenspiel, Twin Peaks oder Kir Royal.

### Entwicklung
2005 wurde auf der CoCo die britische Animationsserie Popetown gezeigt, um die später in Deutschland eine erregte Debatte um Blasphemie und Gotteslästerung ausbrach. 2006 übernahm die Spiegel-Gruppe das Titelpatronat für die Veranstaltung, nach dem Vorbild des Media Guardian Television Festival Edinburgh, wo der britische Guardian engagiert ist. Spiegel-Chefredakteur Stefan Aust und Lutz Hachmeister übernahmen das Präsidium der Veranstaltung. Der WDR nahm das Logo „Spiegel TV- und Filmfestival Köln“ zum Anlass, sich nicht an der Veranstaltung zu beteiligen, da man „Spiegel TV“ als kommerziellen Konkurrenten betrachtete. Zudem wurde in der Presse über eine mögliche Abspaltung der Cologne Conference vom Medienforum.nrw berichtet und über einen Wegzug des Festivals nach Berlin spekuliert. Im Jahr 2007 fand die Cologne Conference erstmals unabhängig vom Medienforum.nrw statt und rückte damit terminlich in die Nähe des Deutschen Fernsehpreises. Der damalige Medienstaatssekretär des Landes NRW Andreas Krautscheid sagte 2007, es sei „für den Medienstandort Nordrhein-Westfalen und die Stadt Köln außerordentlich erfreulich und wichtig, dass diese Veranstaltung – nunmehr im Herbst – erneut stattfinden kann. Die zeitliche Trennung vom medienforum.nrw halte ich für sinnvoll und hoffe, dass diese Positionierung beiden Veranstaltungen gut tut.“ Seither wird die Cologne Conference GmbH im Kern von der Stadt Köln und der Ministerin für Bundesangelegenheiten, Europa und Medien des Landes NRW gefördert.
Am 23. Juni 2016 gaben die Macher der Cologne Conference bekannt, dass das Festival künftig unter dem Namen „Film Festival Cologne“ laufen werde. Der Namenswechsel sei laut Festivalgründer und -präsident Lutz Hachmeister nötig gewesen: „Es fällt nicht leicht, ein in der Branche gut eingeführtes Signet zu verändern. Aber im Ausland und auch bei den Kölnern selbst ist mit der Cologne Conference zu häufig ein wissenschaftlicher Kongress verbunden worden.“

## Kontroversen
Im September 2024 erhob eine Gruppe von neun ehemaligen Mitarbeitenden in einem offenen Brief schwere Vorwürfe gegen die Festivalleiterin Martina Richter. Die Anschuldigungen umfassten Machtmissbrauch, einen autoritären Führungsstil, Mobbing sowie die Schaffung eines "Klimas der Angst". Zudem wurde ihr vorgeworfen, intransparent mit öffentlichen Fördergeldern umzugehen und Scheinselbstständigkeit zu begünstigen. Richter wies die Vorwürfe zurück und kritisierte, dass die Anschuldigungen anonym veröffentlicht wurden, wodurch ein direkter Austausch erschwert werde.
Aufgrund der Vorwürfe entschied das Kurzfilmfestival Köln, seine Zusammenarbeit mit dem Film Festival Cologne zu pausieren und seine Filme aus dem Programm zurückzuziehen.
Im Oktober 2024 wurden weitere Vorwürfe gegen Richter laut. Neben ehemaligen Mitarbeitenden meldeten sich nun auch aktuelle Angestellte mit ähnlichen Erfahrungen. Infolge der anhaltenden Kontroversen beendete ein weiterer Kooperationspartner die Zusammenarbeit mit dem Festival.

## Programme und Gäste

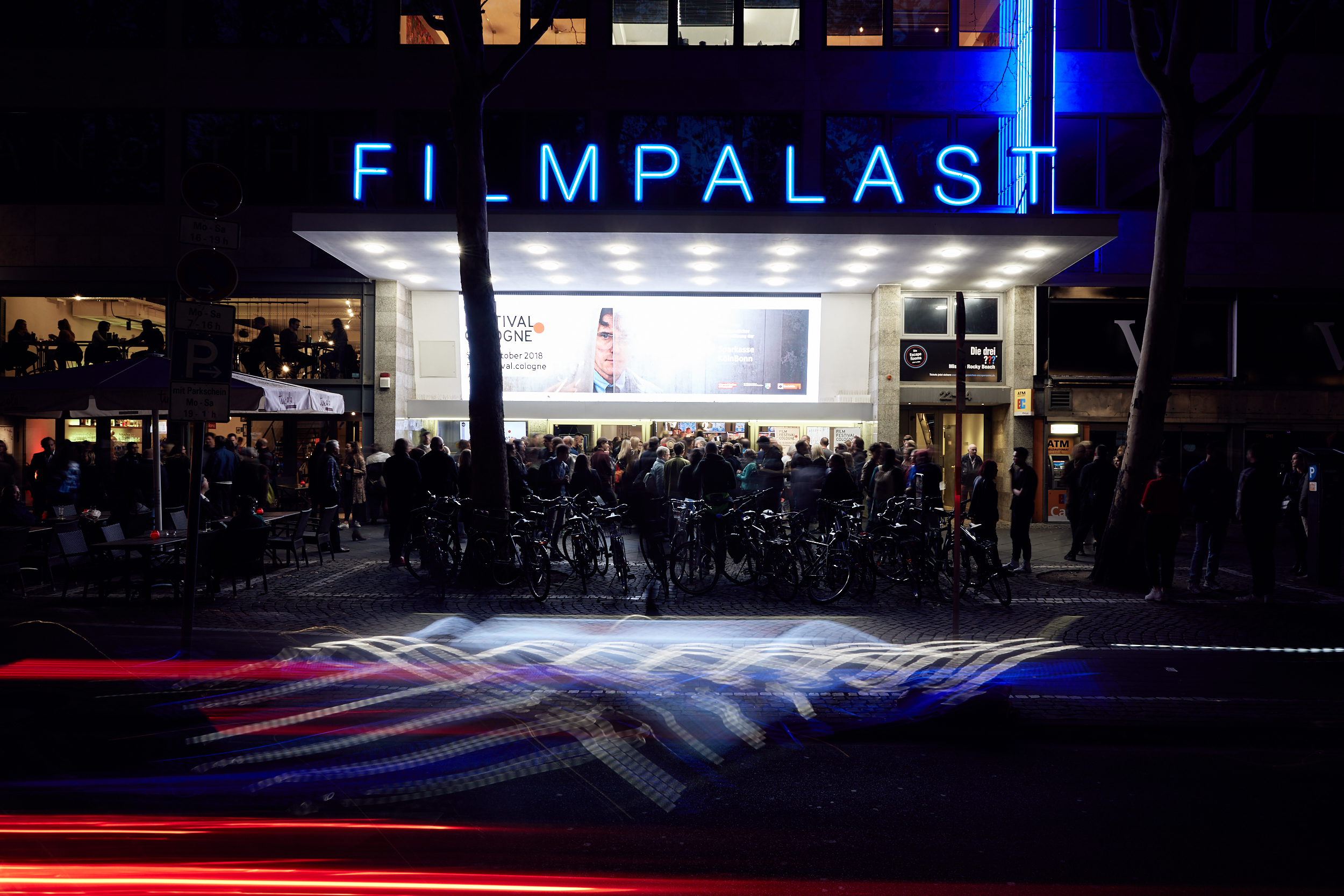
Das Kino des Film Festival Cologne an den Kölner Ringen, der traditionsreiche Filmpalast.

Eine der ersten beim Film Festival Cologne (damals noch Cologne Conference) gezeigten Fernsehserien war David Lynchs Mystery-Produktion Twin Peaks. Später hatten fast alle wegweisenden US-Fernsehserien ihre Deutschland-Premiere bei der CoCo: so Emergency Room, Sex and the City oder 24. Stark vertreten war stets das britische Fernsehen, etwa mit Cracker (Für alle Fälle Fitz), The Office, Prime Suspect, The Shadow Line oder Broadchurch. Die BBC gehört seit Jahren zu den Förderern des Festivals. Als deutsche Premieren wurden unter anderem die WDR-Produktionen Todesspiel (Regie: Heinrich Breloer), Die Meute (Regie: Herlinde Koelbl), Die Bubi-Scholz-Story (Regie: Roland Suso Richter), In den besten Jahren (Regie: Hartmut Schoen) oder Tatort: Franziska (Regie: Dror Zahavi) gezeigt. Neben deutschen Regisseuren und Schauspielern wie Dominik Graf, Oliver Hirschbiegel, Max Färberböck, Götz George, Bastian Pastewka, Christoph Maria Herbst, Christian Ulmen, Senta Berger oder dem Schriftsteller Christian Kracht waren auch internationale Gäste wie Nicolas Roeg, D. A. Pennebaker mit Chris Hegedus, Michael Radford, Mika Kaurismäki, Ole Bornedal, David Lynch, Jon Hamm und Elisabeth Moss, Paul Haggis, Anton Corbijn, Tarsem Singh, Michael Winterbottom, François Ozon, Isabelle Huppert, Robert Pattinson oder Harmony Korine in Köln präsent. Zuletzt waren unter anderem Justine Triet und Xavier Dolan mit ihren neuen Werken zu Gast.

## Wettbewerb und Preise
Aus rund 800 internationalen Einreichungen wählt eine Jury die Programme für die Wettbewerbsreihen „Top Ten“, „Look“ und „Kino“ aus. Seit 1997 werden bei der CoCo verschiedene Preise verliehen. Mit dem über 10.000 Euro dotierten TV-Spielfilm-Preis, gestiftet von der gleichnamigen Programmzeitschrift, wird jedes Jahr der beste Beitrag der beiden Wettbewerbsreihen prämiert. Des Weiteren gibt es einen Preis für Casting-Leistungen sowie den Hollywood Reporter Award für eine junge, aufstrebende Persönlichkeit aus der Film- und Fernsehbranche. Bis 2007 war, gestiftet von der ZDF-Tochter Network Movie, auch ein Preis für das beste Drehbuch vergeben worden: Er ging unter anderem 2006 an Florian Henckel von Donnersmarck für dessen Buch zu dem Kinofilm Das Leben der Anderen, der später, im Februar 2007, mit dem Oscar für den besten fremdsprachigen Film ausgezeichnet wurde. Im Jahr 2013 wurde zum ersten Mal der mit 10.000 Euro dotierte International Actors Award für besondere schauspielerische Leistung verliehen.
Die im Jahr 2007 ins Leben gerufene neue Hauptauszeichnung der Cologne Conference, der „Filmpreis Köln“, ist mit 25.000 Euro verbunden und widmet sich „werkübergreifend der Grammatik und Poetik der audiovisuellen Medien“. Stifter der Auszeichnung sind die Stadt Köln und die Filmstiftung NRW (Düsseldorf). Erster Preisträger war 2007 der kanadische Filmregisseur und -autor Paul Haggis (L.A. Crash, Casino Royale), im Folgejahr wurden die Brüder Jean-Pierre und Luc Dardenne (Das Kind, Lornas Schweigen) ausgezeichnet. Im Jahr 2009 ging der Preis an Roman Polański (Chinatown, Der Pianist). Der polnisch-französische Regisseur konnte die Auszeichnung aber nicht, wie vorgesehen, am 3. Oktober in Köln entgegennehmen, da er am 26. September während der Anreise zum Zürcher Filmfest am Flughafen Zürich-Kloten festgenommen wurde, was weltweites Aufsehen erregte. 2010 nahm der Regisseur David Lynch den Filmpreis Köln entgegen. Der TV-Spielfilm-Preis ging an den Serienschöpfer David Simon für seine hochgelobte Serie Treme. Tarsem Singh war der Preisträger des Filmpreises Köln, der ihm im Rahmen der Cologne Conference 2011 verliehen wurde. Ebenfalls war Paul Abbott als Preisträger zu Gast in Köln. Außerdem empfing der Regisseur Todd Haynes den TV-Spielfilm-Preis für seine preisgekrönte Arbeit an der Neuauflage von Mildred Pierce. 2012 ging der Filmpreis Köln an den französischen Filmemacher François Ozon. Der TV-Spielfilm-Preis wurde an den Drehbuchautor und Regisseur Michael Winterbottom für seinen Kino-Beitrag Trishna verliehen. Im Jahr 2013 nahm der kontrovers diskutierte amerikanische Filmemacher Harmony Korine (Gummo, Spring Breakers) den Filmpreis Köln entgegen. Die Grande Dame des französischen Films Isabelle Huppert (8 Frauen) wurde mit dem International Actors Award ausgezeichnet. Sibel Kekilli (Gegen die Wand, Game of Thrones) durfte sich über den Hollywood Reporter Award freuen und bedankte sich mit einer emotionalen Rede. Für ihre gemeinsame Arbeit an dem Spielfilm Finsterworld erhielten die Dokumentarfilmerin und Regisseurin Frauke Finsterwalder und der Schweizer Autor Christian Kracht den TV-Spielfilm-Preis.
Seit 2015 wird der Phoenix-Dokumentarfilmpreis im Rahmen des Film Festival Cologne verliehen. Im Jahr 2019 wurde erstmals der mit 10.000 Euro dotierte Cologne Creative Award verliehen; ausgezeichnet werden Medienschaffende, „die sich in besonderer Weise um die Zukunft des audiovisuellen Erzählens verdient gemacht haben.“
Erstmals 2020 wurde der Manfred Stelzer Preis für eine besonders gelungene deutsche Filmkomödie vergeben, der dem verstorbenen Regisseur Manfred Stelzer gewidmet ist. Ebenfalls zum ersten Mal 2020 wurde der von der Staatskanzlei des Landes Nordrhein-Westfalen geförderte NRW-Medienpreis für entwicklungspolitisches Engagement verliehen, der erfolgreiche und innovative Social-Media-Kampagnen im Bereich Globale Ziele und entwicklungspolitisches Engagement auszeichnet und mit Preisen von 5.000 Euro, 3.000 Euro und 2.000 Euro dotiert ist.

### Preisträger 2007
- Filmpreis Köln: Paul Haggis
- TV-Spielfilm-Preis: Anton Corbijn für den Film Control
- Autorenpreis: Hannah Hollinger für das Lebenswerk
- Hollywood Reporter Award: Das perfekte Dinner

Das Präsidium der Cologne Conference bildeten im Jahr 2007 neben Festivalgründer Lutz Hachmeister, Maybrit Illner, Stefan Aust, Marc Conrad, Michael Schmid-Ospach und Dieter Gorny.

### Preisträger 2008
- Filmpreis Köln: Jean-Pierre und Luc Dardenne
- TV-Spielfilm-Preis: Abi Morgan und Hettie Macdonald für den BBC-Film White Girl
- Deutscher Casting-Preis: Franziska Aigner für den Kinofilm Die Welle
- Hollywood Reporter Award: Christian Becker, Rat Pack Filmproduktion
- Future TV Award: Sex and Zaziki von Sascha Jenschewski und Alexander Perschel

Das Präsidium der Cologne Conference bildeten im Jahr 2008 Lutz Hachmeister, Stefan Aust, Marc Conrad, Michael Schmid-Ospach und Dieter Gorny.

### Preisträger 2009
- Filmpreis Köln: Roman Polański
- TV-Spielfilm-Preis: Lynda La Plante für den Film Above Suspicion (ITV, Großbritannien)
- Deutscher Casting-Preis: Nina Haun, Ufa, für ihre Casting-Arbeit zu den Kinofilmen Alle anderen, So glücklich war ich noch nie, Hilde und zu den Fernsehfilmen Über den Tod hinaus (ZDF) und Willkommen zu Hause (ARD/SWR)
- The Hollywood Reporter Award: Max Wiedemann und Quirin Berg, Wiedemann & Berg Filmproduktion (Männerherzen, Friendship!, Das Leben der Anderen)

Das Präsidium der Cologne Conference 2009 bildeten wie 2008 Lutz Hachmeister, Stefan Aust, Marc Conrad, Michael Schmid-Ospach und Dieter Gorny.

### Preisträger 2010
- Filmpreis Köln: David Lynch[9]
- TV-Spielfilm-Preis: David Simon für die HBO-Serie Treme[10]
- Deutscher Casting-Preis: Ulrike Müller für ihre Casting-Arbeit zu den Kinofilmen Die Fremde, Im Schatten sowie Unter dir die Stadt
- The Hollywood Reporter Award: Jon Hamm und Elisabeth Moss für die AMC-Serie Mad Men[11]

Das Präsidium der Cologne Conference 2010 bildeten Petra Müller, Marc Conrad, Dieter Gorny und Lutz Hachmeister.

### Preisträger 2011
- Filmpreis Köln: Tarsem Singh
- TV-Spielfilm-Preis: Todd Haynes für den HBO-Mehrteiler Mildred Pierce
- Deutscher Casting-Preis: Sophie Molitoris für die Besetzung des Films Neue Vahr Süd
- The Hollywood Reporter Award: Paul Abbott für seine neuen Serien Shameless und Exile

### Preisträger 2012
- Filmpreis Köln: François Ozon
- TV-Spielfilm-Preis: Michael Winterbottom für den Film Trishna
- Deutscher Casting-Preis: Daniela Tolkien für die Besetzung der Filme Wickie auf großer Fahrt, Das Haus der Krokodile und Offroad
- The Hollywood Reporter Award: Karl Baumgartner für sein Lebenswerk

### Preisträger 2013
- Filmpreis Köln: Harmony Korine
- TV-Spielfilm-Preis: Frauke Finsterwalder und Christian Kracht für den Film Finsterworld
- Deutscher Casting-Preis: Susanne Ritter für die Besetzung der Filme Hannah Arendt, Die Erfindung der Liebe und Stiller Sommer
- The Hollywood Reporter Award: Sibel Kekilli
- International Actors Award: Isabelle Huppert

### Preisträger 2014
- Filmpreis Köln: Lars von Trier[13]
- TV-Spielfilm-Preis: Bertrand Tavernier für den Film Quai d'Orsay
- The Hollywood Reporter Award: Tom Tykwer
- International Actors Award: Martina Gedeck

### Preisträger 2015
- Filmpreis Köln: Paolo Sorrentino
- TV-Spielfilm-Preis: David Schalko für die Serie Altes Geld
- The Hollywood Reporter Award: Mathieu Amalric
- International Actors Award: Nora von Waldstätten
- Phoenix Preis: Joshua Oppenheimer für The Look of Silence[6]

### Preisträger 2016
- Filmpreis Köln: Claire Denis
- Filmpreis NRW für den besten Dokumentarfilm: Family Business (Regie: Christiane Büchner, Produktion: Tobias Büchner, Büchner.Filmproduktion)
- Filmpreis NRW für den besten Spielfilm: Toni Erdmann (Regie: Maren Ade, Produktion: Janine Jackowski, Jonas Dornbach, Maren Ade, Komplizen Film)
- TV-Spielfilm-Preis: Lucie Borleteau für die Serie Cannabis
- The Hollywood Reporter Award: Christopher Doyle
- International Actors Award: Peter Simonischek
- Phoenix Preis: Pieter-Jan De Pue für The Land of the Enlightened[14]

### Preisträger 2017
- Filmpreis Köln: Jane Campion
- Filmpreis NRW für den besten Dokumentarfilm: Peter Handke – Bin im Wald. Kann sein, dass ich mich verspäte... (Regie: Corinna Belz, Produktion: Thomas Kufus, zero one film)
- Filmpreis NRW für den besten Spielfilm: Der traumhafte Weg (Regie: Angela Schanelec)
- TV-Spielfilm-Preis: Margarethe von Trotta für Forget About Nick
- The Hollywood Reporter Award: Sean Bean
- International Actors Award: Juliette Binoche
- Phoenix Preis: Kevin Macdonald

### Preisträger 2018
- Filmpreis Köln: Luca Guadagnino
- Filmpreis NRW für den besten Dokumentarfilm: Lucia und ihre sechs Kinder (Regie/Produktion: Bettina Braun)
- Filmpreis NRW für den besten Spielfilm: Wintermärchen (Produktion: Bettina Brokemper, Regie: Jan Bonny)
- The Hollywood Reporter Award: Paweł Pawlikowski
- International Actors Award: Lars Eidinger
- Phoenix Preis: Chris Martin (britischer TV-Journalist und Filmemacher)[15]

### Preisträger 2019
- Filmpreis Köln: Nicolas Winding Refn
- Filmpreis NRW: Easy Love (Produktion: Lino Rettinger, Regie: Tamer Jandali)
- The Hollywood Reporter Award: Abel Ferrara für seinen Film Tommaso und der Tanz der Geister (Tommaso)
- International Actors Award: August Diehl
- Cologne Creative Award: Hideo Kojima
- Phoenix Preis: Nanfu Wang (Regisseurin) für One Child Nation

### Preisträger 2020
- Filmpreis Köln: Dominik Graf
- Filmpreis NRW: Dokumentarfilm Mit eigenen Augen (Produktion: Harry Flöter, Regina Jorissen und Jörg Siepmann, Regie: Miguel Müller-Frank)
- The Hollywood Reporter Award: Thomas Vinterberg für seinen Film Der Rausch (Festivaltitel: Another Round)
- International Actors Award: Mads Mikkelsen
- International Actress Award: Sandra Hüller
- Cologne Creative Award: CD Projekt Red
- Phoenix Preis: Radu Ciorniciuc (Regisseur) für Acasă, my Home
- Manfred Stelzer Preis: Richard Huber für die Regie von Der König von Köln
- NRW-Medienpreis für entwicklungspolitisches Engagement: Reporter ohne Grenzen (The Uncensored Library), Fridays for Future (#weekforclimate 2019) und Viva con Agua (#streamforwater)

### Preisträger 2021
- Filmpreis Köln: Steve McQueen
- Filmpreis NRW: Dokumentarfilm Auf Anfang, Produktion: Georg Nonnenmacher, Regie: Georg Nonnenmacher und Mike Schlömer
- The Hollywood Reporter Award: Gaspar Noé für seinen Film Vortex
- International Actors Award: Albrecht Schuch[16]
- Phoenix Preis: Phil Grabsky (Regisseur) für My Childhood, My Country: 20 Years in Afghanistan
- Manfred Stelzer Preis: Maria Schrader für die Regie von Ich bin dein Mensch
- NRW-Medienpreis für entwicklungspolitisches Engagement: WHAT IF...? In 80 Fragen um die Welt, YouTopia – Gemeinsam für die Umwelt und Der Stoff, aus dem die Träume sind[17]

### Preisträger 2022
- Filmpreis Köln: Michel Hazanavicius
- Filmpreis NRW: A Room of My Own von Ioseb Bliadze
- The Hollywood Reporter Award: Mia Hansen-Løve für ihren Film An einem schönen Morgen
- International Actors Award: Nina Hoss
- Phoenix Preis: Benedetta Argentieri (Filmemacherin) für The Matchmaker
- Manfred Stelzer Preis: Nana Neul für die Regie von Töchter
- NRW-Medienpreis für entwicklungspolitisches Engagement: The Truth Wins (Reporter ohne Grenzen), Gamechanger Week (Kindernothilfe e. V.) und Nachschlag (Utopia.de)[18]

### Preisträger 2023
- Filmpreis Köln: Justine Triet
- Filmpreis NRW: Ein schöner Ort von Katharina Huber
- The Hollywood Reporter Award: Xavier Dolan für seine Serie The Night Logan Woke Up
- International Actors Award: Oliver Masucci
- Phoenix Preis: Kaouther Ben Hania (Filmemacherin) für Olfas Töchter
- Manfred Stelzer Preis: Sonja Heiss für die Regie von Wann wird es endlich wieder so, wie es nie war
- NRW-Medienpreis für entwicklungspolitisches Engagement: The World’s Most Dangerous Show (Florida Entertainment für Amazon Prime), Periodic Power (World Vision Deutschland) und Waterproof – Dance4WASH (Viva con Agua)

### Preisträger 2024
- Filmpreis Köln: Raoul Peck für Ernest Cole: Lost and Found[19]
- Filmpreis NRW: Des Teufels Bad von Veronika Franz und Severin Fiala[20]
- The Hollywood Reporter Award: Mohammad Rasoulof für Die Saat des heiligen Feigenbaums
- International Actors Award: Udo Kier
- Phoenix Preis: Michael Premo (Dokumentarfilmer) für Homegrown